# Lotaringiai csata
A lotaringiai csata az első világháború egyik ütközete, mely 1914 augusztusában zajlott Elzász-Lotaringiában. A támadás része volt az alapvető francia háborús stratégiai tervnek, a XVII. tervnek. A csata fő célja az volt, hogy visszafoglalják Elzász-t és Lotaringiát, amelyet a franciák az 1870–1871 közt dúló porosz–francia háborúban elvesztettek.

## Francia offenzíva
A fő francia támadás augusztus 14-én indult meg, amikor Dubail tábornok I. hadserege, balszárnyán Édouard de Castelnau lépcsőzetes hadrendben felvonultatott II. hadseregével, megindult Sarrebourg felé. A II. hadsereg Thionville-Metz német erődítmény megkerülésével keletre, Morhange város felé haladt tovább. Az Elzászi hadsereg továbbra is Mülhausent támadta. Augusztus 17-én a XX. hadtest (Foch tábornok) elfoglalta Château-Salins-t, Morhange mellett. Sarrebourg 18-án került francia kézre. A németek négy napig hátráltak, és közben akadályozták a franciák térnyerését. Azonban a frontvonal elveszítette rugalmasságát. Egyre jelentősebb volt a németek ellenállása. Közben a kicsiny Elzászi hadsereg 19-én elfoglalta Mülhausent, de nem tudott közvetlen támogatást nyújtani Dubail-nek, mert a csapatok között hatalmas rés tátongott.

## Német ellentámadás
A visszavonult német csapatok egy „zsákba” juttatták a két francia hadsereget. Augusztus 20-án a német nehéztüzérség az arcvonal egész hosszában összpontosított tűzcsapást mértek. A francia XV. és XVI hadtest visszavonult az elkövetkező gyalogsági rohamok alatt. Azonban a XX. hadtest még mindig kitartott a balszárnyon. Castelnau kiadta a visszavonulási parancsot a Meurthe folyó mögé. Az I. és II. hadsereg között végleg megszakadt a kapcsolat, így Dubail szintén kénytelen volt hátrálni. A Meurthe mentén azonban a franciák beásták magukat. A németek szeptember 7-ig próbálták meg feltörni a rögtönzött védelmet, de sikertelenül.

## Fordítás
- Ez a szócikk részben vagy egészben  a   Battle of Lorraine című angol Wikipédia-szócikk ezen változatának fordításán alapul.  Az eredeti cikk szerkesztőit annak laptörténete sorolja fel. Ez a jelzés csupán a megfogalmazás eredetét és a szerzői jogokat jelzi, nem szolgál a cikkben szereplő információk forrásmegjelöléseként.